# آیدا گریفولینا
آیدا گریفولینا (روسی: Аида Гарифуллина؛ ۳۰ سپتامبر ۱۹۸۷) خواننده و سوپرانوی اپرای اهل روسیه و با اصالت تاتار است.